# パカッポでGO!
「パカッポでGO!」（パカッポでゴー）は、テレビアニメ『クレヨンしんちゃん』の主人公であるのはらしんのすけ（矢島晶子）の2作目のシングル。1995年11月13日にWEA Japanから発売された。
表記揺れから、しばし「バカッポでGO!」と表記されることもある。

## 背景
表題曲の「パカッポでGO!」は、テレビ朝日系アニメ『クレヨンしんちゃん』のオープニングテーマとして、1995年10月9日から1996年9月27日まで使用された。映画のオープニングとしては『ヘンダーランドの大冒険』で使用された。

## 制作
作詞を担当したポエム団は、後に「とべとべ おねいさん」を手掛けるmotsu（山下素公）、DJ GEE（浅川真次／ARTIMAGE代表）、木村貴志の共同筆名である。ももいろクローバーZによるカバーが発表された際は、ポエム団の正体が意図せず明かされてしまったという。

## 記録
オリコンでは、最高86位にチャートインした。
2021年5月にテレビ朝日で放送された『お願い!ランキング』にて行われた好きな歴代『クレヨンしんちゃん』の主題歌をファンが投票する企画『みんなのアニソンBEST 〜クレヨンしんちゃん編〜』にて5位を獲得した。

## 収録曲
| 全作詞: ポエム団、全作曲・編曲: 木村貴志。 |                                                                                          |          |            |
| #                                          | タイトル                                                                                 | 作詞     | 作曲・編曲 |
| 1.                                         | 「パカッポでGO!」(のはらしんのすけ（矢島晶子）)                                          | ポエム団 | 木村貴志   |
| 2.                                         | 「ホリデー ラップップ」(のはらしんのすけ with ひろし（藤原啓治）&みさえ（ならはしみき）) | ポエム団 | 木村貴志   |
| 3.                                         | 「パカッポでGO!」(カラオケ)                                                              | ポエム団 | 木村貴志   |

## 収録アルバム
| 楽曲          | 収録アルバム                                                                     | 発売日         | 発売元                                   | 規格品番     | 備考                                               |
| ------------- | -------------------------------------------------------------------------------- | -------------- | ---------------------------------------- | ------------ | -------------------------------------------------- |
| パカッポでGO! | 『おてんこもり テレビ朝日系アニメ「クレヨンしんちゃん」テーマソング集』          | 1996年2月10日  | WEA Japan                                | WPC6-8172    | テレビ朝日系アニメ『クレヨンしんちゃん』の主題歌集 |
| パカッポでGO! | 『ザ・ミレニアム・オブ クレヨンしんちゃん ベスト・ヒット・シングル・ヒストリー』 | 2000年12月21日 | キングレコード                           | KICA-1243    | テレビ朝日系アニメ『クレヨンしんちゃん』の主題歌集 |
| パカッポでGO! | 『クレヨンしんちゃん スーパー・ベスト30曲入りだゾ』                              | 2003年2月21日  | コロムビアミュージックエンタテインメント | COCX-32115/6 | テレビ朝日系アニメ『クレヨンしんちゃん』の主題歌集 |
| パカッポでGO! | 『クレヨンしんちゃん TV・映画 主題歌集だゾ』                                     | 2009年1月21日  | コロムビアミュージックエンタテインメント | COCX-35371/2 | テレビ朝日系アニメ『クレヨンしんちゃん』の主題歌集 |
| パカッポでGO! | 『クレヨンしんちゃん主題歌CD 〜きかなきゃソン、ソン、そんぐfor you〜』           | 2013年7月31日  | 日本コロムビア                           | COCX-38134   | テレビ朝日系アニメ『クレヨンしんちゃん』の主題歌集 |
| パカッポでGO! | 『プリッと!こんぷりーと クレヨンしんちゃん30周年記念テーマソング集』             | 2022年11月30日 | 日本コロムビア                           | COCX-41902/5 | テレビ朝日系アニメ『クレヨンしんちゃん』の主題歌集 |

## タイアップ
| # | 楽曲名            | タイアップ                                                                          | 出典  |
| - | ----------------- | ----------------------------------------------------------------------------------- | ----- |
| 1 | 「パカッポでGO!」 | テレビ朝日系アニメ『クレヨンしんちゃん』オープニング・テーマ                        | [ 7 ] |
| 1 | 「パカッポでGO!」 | 東宝配給アニメ映画『クレヨンしんちゃん ヘンダーランドの大冒険』オープニング・テーマ | [ 2 ] |

## カバー
| 楽曲          | アーティスト        | 収録作品                         | 発売日        | 発売元            | 規格品番  | 備考                 |
| ------------- | ------------------- | -------------------------------- | ------------- | ----------------- | --------- | -------------------- |
| パカッポでGO! | ももいろクローバーZ | 「笑一笑 〜シャオイーシャオ!〜」 | 2018年4月11日 | EVIL LINE RECORDS | KICM-1842 | しんちゃん盤のみ収録 |